# Сан Пјетро ди Фелето
Сан Пјетро ди Фелето (итал. San Pietro di Feletto) је насеље у Италији у округу Тревизо, региону Венето.
Према процени из 2011. у насељу је живело 4890 становника. Насеље се налази на надморској висини од 219 м.

## Становништво
Према резултатима пописа становништва 2011. у општини је живело 5.355 становника.
| 1931. | 1936. | 1951. | 1961. | 1971. | 1981. | 1991. | 2001. | 2011. |
| ----- | ----- | ----- | ----- | ----- | ----- | ----- | ----- | ----- |
| 4.012 | 4.038 | 4.098 | 3.844 | 4.303 | 4.254 | 4.278 | 4.890 | 5.355 |